# Daewoo DAR-21
Das Daewoo XK8, auch bekannt als DAR 21, ist ein Sturmgewehr im Bullpupdesign, das von Daewoo entwickelt wurde, um das Sturmgewehr Daewoo K2 der Südkoreanischen Streitkräfte zu ersetzen. Es wurde jedoch zugunsten des Daewoo K11 abgelehnt und ging nicht in Massenproduktion. Es ähnelt sowohl äußerlich als auch vom System her stark dem von Israel Military Industries hergestellten Tavor TAR-21.

## Geschichte
Die südkoreanische Verteidigungsagentur Agency for Defense Development (ADD) begann im April 2000 mit Studien für ein neues Infanterie-Waffensystem. Zur Auswahl standen ein OICW-System und ein modernes konventionelles Sturmgewehr im Bullpup-Design. Nach den Problemen der Amerikaner mit dem HK XM29 und der daraus resultierenden Aufspaltung des Programms in eine Granatwaffe (XM25) und ein Sturmgewehr (XM8) wurden in Korea zur Sicherheit beide Konzepte weiterverfolgt, da eine Modernisierung der Infanteriebewaffnung für zwingend notwendig erachtet wurde. Grund hierfür ist das bergige panzerungünstige Gelände, in dem gepanzerte Einheiten die vorrückende Infanterie nur schwer unterstützen können. Umso wichtiger wurde deshalb eine Kampfkraftsteigerung der Infanterie, da die Armee des Gegners Nordkorea der des Südens zahlenmäßig weit überlegen ist.
Das Gewehr wurde von DAEWOO PRECISION INDUSTRIES bei der IDEX 2003 in Abu Dhabi vorgestellt. Das Projekt wurde abgebrochen, als sich der Erfolg der Daewoo-K11-Entwicklung abzeichnete.

## Technik
Das Gewehr ist das südkoreanische Gegenstück zum HK XM8, weswegen auch die militärische Bezeichnung XK8 vergeben wurde (das „X“ steht für experimentell). Das Gewehr ist im Bullpupdesign konstruiert und besteht bis auf Lauf, Verschluss und Kleinteile vollständig aus Kunststoff. Es verschießt die 5,56×45-mm-NATO-Patrone aus STANAG-Magazinen, wie sie auch im Daewoo K2 verwendet werden. Die Waffe ist ein Gasdrucklader mit Drehkopfverschluss und Impulskolben (AR-18/G36-Design). Der Durchladehebel befindet sich auf der linken Seite des Vorderschaftes wie beim Tavor TAR-21. Das Sturmgewehr kann nur von der rechten Schulter aus abgefeuert werden, da die Position des Hebels und des Hülsenauswurfes (rechts) nicht geändert werden kann. Die Waffe besitzt auf der Oberseite eine Picatinny-Schiene zur Montage von Zielfernrohren, Reflexvisieren, Laserzielhilfen usw. Mit Laserzielhilfe, Zielfernrohr und leerem Magazin wiegt die Waffe 3,8 kg. Es kann zwischen Sichern, Einzelfeuer, Feuerstoß (3 Schuss) und Dauerfeuer gewählt werden. Die Kadenz bei Dauerfeuer beträgt 800 Schuss/min.